# Castulo struthias
Castulo struthias är en fjärilsart som beskrevs av Edward Meyrick 1886. Castulo struthias ingår i släktet Castulo och familjen björnspinnare. Inga underarter finns listade i Catalogue of Life.